# Aknachpjoer
Aknachpjoer (Armeens: Ակնաղբյուր) is een plaats in Armenië. Deze plaats ligt in de marzer (provincie) Tavoesj. Deze plaats ligt 102 kilometer (hemelsbreed) van de Jerevan (de hoofdstad van Armenië) af. 